# Dapanoptera percelestis
Dapanoptera percelestis is een tweevleugelige uit de familie steltmuggen (Limoniidae). De soort komt voor in het Australaziatisch gebied.